# Толяутас Стяпонас Ляонович
Стяпонас Ляонович Толяутас (18 січня 1958, село Лятяняй, тепер Мажейкяйського району, Литва) — радянський діяч, фрезерувальник Литовського виробничого об'єднання «Сігма» міста Вільнюса, директор інформаційного агентства ЦК КП Литви. Член ЦК КПРС у 1990—1991 роках.

## Життєпис
У 1976 році закінчив Тиркшляйську середню школу Мажейкського району Литовської РСР. З 1976 по 1977 рік навчався в музичному технікумі міста Шяуляй Литовської РСР. 
З 1977 по 1979 рік служив у Радянській армії.
У 1979—1981 роках — художній керівник будинків культури сіл Тиркшляй і Пікяляй Мажейкського району Литовської РСР.
З 1981 року працював транспортувальником Мажейкського маслозаводу.
У 1984 році закінчив технічне училище № 21 міста Вільнюса.
У 1984—1987 роках — копіювальник Вільнюського заводу паливної апаратури.
Член КПРС з 1986 року.
У 1987—1991 роках — фрезерувальник Литовського виробничого об'єднання «Сігма» міста Вільнюса Литовської РСР.
У 1991 році — директор інформаційного агентства ЦК КП Литви.
Подальша доля невідома.